# Фрязино-Пассажирская
Фря́зино-Пассажи́рская — конечный остановочный пункт тупиковой линии Болшево — Фрязино Ярославского направления Московской железной дороги. Расположена в городе Фрязино Московской области, в границах станции Фрязино.
Время движения от Ярославского вокзала около 1 часа 20 минут. В 2016 году была оборудована турникетами.
Справа от платформы (если смотреть по направлению в Москву) расположены Технические пруды на речке Любосеевке (частично видны на фотографиях[каких?]) и, далее, крупнейшее фрязинское предприятие — НПП «Исток».
Станция Фрязино-Пассажирская была построена после открытия основной линии до Фрязино-Товарного, между 1954 и 1967 годами
С 17 февраля 2017 года по 28 июня 2017 года включительно в связи с ремонтом пассажирской платформы № 1 станции Фрязино-Пассажирская у большинства пригородных электропоездов платформа Фрязино-Товарная являлась конечным пунктом маршрута.

## История
Ещё на карте 1941 года отмечена временная узкоколейка, отходившая в район будущей платформы от остановочного пункта Фрязино-Товарная.
Сооружена после прекращения работы отдельного лагерного пункта 21 (последнее произошло в 1953 году). В 1967 году в одно время с началом движения поездов до Фрязино от Москвы без пересадок была построена и открыта новая платформа. По иным данным, современное здание станции возведено лишь в 1972 году.

## Интересные факты
На станции Фрязино-Пассажирская всего 2 пути, но называются они 1а и 7.
На некоторых перспективных схемах развития Московского транспорта была указана как одна из будущих конечных МЦД-5.

## Транспорт
Городские маршруты автобусов 13, 13а и 13б, а также пригородные 43 и 54.